# 里格登 (印第安纳州)
里格登（英語：Rigdon）是位於美國印地安納州格蘭特縣的一個非建制地區。該地的面積和人口皆未知。